# La Chapelle-Saint-Martial
La Chapelle-Saint-Martial is een gemeente in het Franse departement Creuse (regio Nouvelle-Aquitaine) en telt 88 inwoners (2009). De plaats maakt deel uit van het arrondissement Guéret.

## Geografie
De oppervlakte van La Chapelle-Saint-Martial bedraagt 10,4 km², de bevolkingsdichtheid is dus 8,5 inwoners per km².

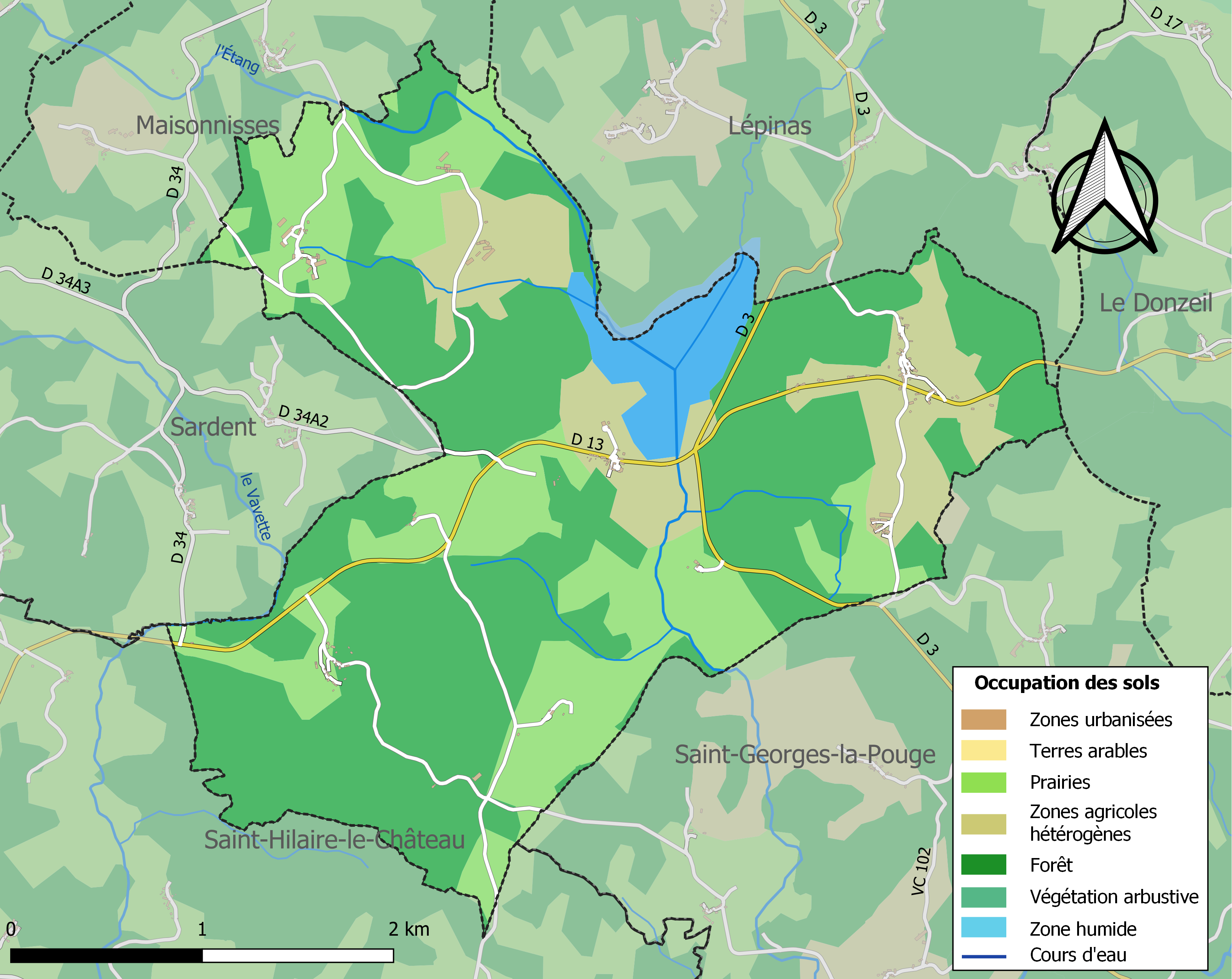
Kaart van de gemeente met de belangrijkste infrastructuur, bodemgebruik en omliggende gemeenten

## Demografie
Onderstaande figuur toont het verloop van het inwonertal (bron: INSEE-tellingen).